# Godło Komorów

Godło Komorów

Godło Komorów zawiera półksiężyc, znajdujący się również we fladze Komorów, w którym znajdują się cztery gwiazdy, również widoczne na fladze Komorów symbolizujące wyspy tworzące archipelag (włącznie z należącą do Francji wyspą Majotta). Półksiężyc z gwiazdami znajduje się na zielonej ośmiorożnej gwieździe (każdy róg gwiazdy składa się z sześciu promieni) nawiązującej do „Ordre du Croissant Vert” (Orderu Zielonego Półksiężyca) ustanowionego w 1965 roku.
Dookoła środka widoczna jest pełna nazwa państwa zapisana w językach francuskim i arabskim. Obramowanie godła tworzą dwie gałązki wawrzynu (laurowe) oraz znajdująca się na spodzie dewiza Komorów.
Jest to godło Federalnej Islamskiej Republiki Komorów istniejącej w latach 1978-1995. 
Od 2001 roku państwo nosi nazwę Unii Komorów. Obowiązuje nowa flaga a  godło   w 2016 roku uległo niewielkim modyfikacjom - zmieniono nazwę państwa  w godle  na - (fr. Union des Comores,  arabski: جمهورية القمر المتحدة) i   nową dewizę „Unité-Solidarité-Dèveloppment” (pol. Jedność – Solidarność – Rozwój).

## Historia

1975–1978
1978–2016